# 上原光紀
上原 光紀（うえはら みつき、1991年3月31日 - ）は、NHKのアナウンサー。

## 来歴
宮崎県生まれ、神奈川県横浜市都筑区育ち。横浜市立すみれが丘小学校、慶應義塾中等部、慶應義塾女子高等学校、慶應義塾大学法学部政治学科卒業。
2013年に入局。初任地は新潟放送局。
2015年4月から2年間広島放送局の勤務を経て、2017年4月より東京アナウンス室に配属された。
2023年9月20日、第一子を妊娠し冬頃出産予定と報じられる。

## 人物
- 趣味・特技：フィールドホッケー、スキー、絵を描くこと[4]、ゴルフ[5]、耳を前後に動かせること[4]
- 好きな食べ物：和牛ステーキ、さくらんぼ、チョコレート[4]
- 心身リフレッシュ術：知らない道ばかりを選んでぶらぶら散歩する[4]、動物の写真を眺める[4]、チョコレートを大量に食べる[4]
- モットー：「花の咲かない寒い日は、下へ下へと根を伸ばせ、やがて大きな花が咲く」[4]
- 思い出：小学生のとき、海底探査船「しんかい2000」を遠隔操作して、深海に生えている不思議な形をした海藻を抜き取った時の感触は、忘れられません[4]。
- 家族：父、母、妹がいる。広島は上原や、両親も以前住んでいたことがあり、妹も現在働いていて一家みんな縁がある土地だという[6]。実家では黒柴とワイマラナーという犬を飼っている[7]。

### エピソード
- 深海の生き物や宇宙が大好きで、小学3年生の時（第2回・1999年）『海洋の夢　絵画コンテスト』にて科学技術庁長官賞を受賞[2]。2017年に上野で開催された特別展「深海2017～最深研究でせまる“生命”と“地球”～」で、小学3年生で受賞した作品を見る機会があり、感動したことをブログに綴っている[3]。
- 子供のころは水泳教室に通い、ある程度泳げるようになってからアーティスティックスイミングをはじめる。中学時代は、弓道部と馬術部に所属[6][8]。高校時代はオーケストラでコントラバスを演奏していた[8]。大学時代はフィールドホッケー部に所属[8][9][10]。何かひとつのことを極めるというより、幅広く好奇心のおもむくままに挑戦していたと語っている。機会があればバンジージャンプとパラグライダーに挑戦してみたいとも述べている[5]。

## 現在の担当番組
- 日曜討論（司会：2025年5月11日 - ）

## 過去の担当番組
新潟放送局時代（2013年度 - 2014年度）
- 土曜スタジオパーク（2013年5月25日・新人アナ上原光紀から決意表明）
- 新潟のニュース・中継・リポート

広島放送局時代（2015年度 - 2016年度）
- 広島・中国地方のニュース・中継・リポート
- おはようひろしま（キャスター：2015年度・2016年度）
- ひろしまニュース845（キャスター。シフト勤務）
- NHKニュースおはよう日本（2015年8月17日 - 8月21日・合原明子のキャスター代行）
- プライムS「SLやまぐち号解体新書～あなたはナニ鉄?～」（2015年11月26日・BSプレミアム）
- 2016年4月の熊本地震発生直後、熊本放送局に応援で派遣され、災害情報を中心にローカルニュースを担当した。
- 競泳 リオデジャネイロオリンピック代表決定戦～第92回日本水泳選手権～ スタジオキャスター（2016年4月4日 - 10日）[11]
- リオデジャネイロオリンピック（2016年8月/現地キャスター）総合テレビでの担当[注 1]。
- ニュースウオッチ9（2016年10月31日 - 11月11日・佐々木彩のキャスター代行）
- 着信御礼!ケータイ大喜利（2017年2月19日/投稿受付センター進行）
- 勝手にブランド発見伝（司会：マキタスポーツの秘書（サブ司会））（不定期：中国地方ローカル）

東京アナウンス室（2017年度 - ）
- NHKニュースおはよう日本（スポーツキャスター：2017年4月3日 - 2018年3月30日）
- Nスペ5min.（ナレーション・2017年6月17日）
- ラジオニュース（木曜日の午前10時・午前10時台のすっぴん!番組内・午前11時）
- ニュースウオッチ9（リポーター：2018年4月2日 - 2019年3月29日）
  - 桑子真帆の代理キャスター（2018年4月13日、10月15日 - 26日）
- 2018 FIFAワールドカップ　デイリーハイライト&決勝直前情報（2018年7月15日）
- 衆院補選・統一地方選開票速報（サブキャスター、2019年4月21日）
- 参院選2019開票速報（サブキャスター、2019年7月21日）
- ニュース「即位の礼」（サブキャスター、2019年10月22日）
- ニュース「祝賀御列の儀」（サブキャスター、2019年11月10日）
- 東京都知事選開票速報（サブキャスター、2020年7月5日）
- 合流新党代表選 投開票（サブキャスター、2020年9月10日）
- 自民党総裁選　投開票（サブキャスター、2020年9月14日）
- ニュース「首相指名選挙」関連、ニュース「新内閣組閣」関連（サブキャスター、2020年9月16日）
- 列島ニュース（進行キャスター、2020年10月21日[注 2]）
- NHKニュース7（サブキャスター）（祝日を除く月曜 - 金曜：2019年4月1日 - 2022年4月1日）
- 首都圏ニュース845（キャスター）（2018年4月4日 - 2023年3月31日）
- 首都圏ネットワーク（メインキャスター）（月曜 - 金曜：2022年4月4日 - 2023年9月29日）

## 交友関係
- 鷲見玲奈[12]